# پائولا پولزن
پائولا پولزن (انگلیسی: Paula Pöhlsen؛ زادهٔ ۱۱ سپتامبر ۱۹۱۳) ژیمناست هنری اهل آلمان بود.